# Поведение типа А
Поведение типа А (англ. type A behavior) — ряд личностных особенностей, наличие которых повышает вероятность возникновения у индивида заболеваний сердечно-сосудистой системы. Впервые описано американскими кардиологами Мейером Фридманом и Реем Розенманом в 1959 году.
Данный тип поведения связан с такими личностными особенностями как напряжённая борьба за достижение успеха, соперничество, легко провоцируемая раздражительность, сверхобязательность в профессии, повышенная ответственность, агрессивность, а также чувство постоянной нехватки времени.

## Классификация по МКБ-10
Класс: Факторы, влияющие на состояние здоровья населения и обращения в учреждения здравоохранения
- Блок: Обращение в учреждения здравоохранения в связи с другими обстоятельствами
- Код: Z73.1
- Название: Акцентуированные личностные черты
- MeSH: D144340 Архивная копия от 16 декабря 2017 на Wayback Machine

## История
В ходе врачебной практики Мейером Фридманом были замечены различия в поведении людей с сердечной недостаточностью и без неё. В ходе последующего опроса руководителей и коллег Фридман обнаружил, что большинство из них связывают высокую вероятность развития сердечно-сосудистых заболеваний с длительным пребыванием в стрессогенной ситуации, напряжённой работой, соревновательностью человека и экономическими трудностями, с которыми он сталкивается.
Для проверки гипотезы Мейер Фридман и его коллега Рей Розенман провели исследование, общая продолжительность которого составила восемь с половиной лет. В исследовании приняли участие 164 человека в возрасте от 35 до 59 лет. В результате исследования была описана модель поведения или же набор характеристик, связанных с увеличением вероятности возникновения заболеваний сердечно-сосудистой системы. Эта модель получила название «поведение типа А». Следует сказать, что авторами также была предпринята попытка описать противоположную ей модель, поведение типа B, характеризующаяся отсутствием напряжения, амбиций, чувства нехватки времени, стремления к достижениям и соревновательности.
Результаты Фридмана и Розенмана также подтвердились в других исследованиях, 1974, 1976 и 1980 годов.

## Факторы развития
Поведение типа А является следствием накопления эффектов длительного переживания негативных функциональных состояний, постоянной эмоциональной напряжённости при отсутствии осознанной саморегуляции. Выделяют 3 компонента, обладающих наибольшей патогенностью: конкурентность, нехватка времени, враждебность. Следует заметить, что зачастую тип А поведения поощряется самой спецификой вида труда. Как правило, подобного рода профессиональная деформация характерна для представителей руководящих должностей, менеджеров среднего и высшего звена, работа которых связана с высокими нагрузками и ответственностью за достижение результата. Нередко от последствий поведения типа А страдают представители спортивных профессий, в деятельности которых поощряется конкурентность и целеустремленность.

## Последствия
Поведение типа А — прижизненно формируемый конструкт, не являющийся врождённой формой поведения личности.
Фридман и Розенман заключили, что поведенческая модель типа А является главной причиной коронарной недостаточности и обусловленных этим нарушений кровотока. Вероятность инфарктов и развития тяжелых форм гипертонии у лиц, находящихся в группе риска в 4,5-6 раз выше, чем у людей со сбалансированным типом поведения. У людей с поведением типа А увеличение кровяного давления, частоты сердцебиений и выделения стрессовых гормонов в ответ на стрессогенные факторы гораздо выше, чем у остальных. Их симпатическая нервная система оказывается сверхчувствительна по отношению к стрессорам. Поведение типа А может также сопровождается завышенной оценкой конкурентов и недооценкой своих собственных сил, что приводит к неуверенности в себе, гиперактивности и, как следствие, к снижению эффективности работы.